# Criteri di Centor
I Criteri di Centor
 sono utilizzati per valutare la probabilità di infezione streptococcica, da streptococco  β emolitico gruppo A, in caso di sintomi riferibili a faringite streptococcica.

## Criteri
Sono quattro criteri:
- Presenza di Febbre
- linfoadenopatia cervicale anteriore
- essudati tonsillari
- assenza di tosse

Si assegna un punteggio di un punto per ogni criterio.

## Interpretazione
In base al punteggio ottenuto si valuta la probabilità di infezione streptococcica
- 0-1 l'eziologia streptococcica ha una probabilità inferiore al 10%
- 2 equivale al 15% di probabilità
- 3 equivale al 35% di probabilità
- 4 equivale al 60-80% di probabilità

Esiste poi un criterio aggiuntivo che valuta l'età, assegnando un punto per età inferiori ai 15 anni.
In base ai punti si ottiene una stratificazione dell'indicazione all'utilizzo di antibiotici secondo lo schema seguente:
- 0-1: terapia antibiotica non indicata;
- 2: opportuno effettuare tampone faringeo;
- 3-4: indicata terapia antibiotica.